# Gove
Gove (em grafia antiga Gôve) é uma povoação portuguesa sede da Freguesia de Gove do Município de Baião, freguesia com 11,17 km² de área e 1742 habitantes (censo de 2021), tendo, por isso, uma densidade populacional de 156 hab./km².
Foi vila e sede de concelho, constituído este por uma freguesia, até ao início do século XIX. Tinha, em 1801, 987 habitantes.

## Demografia
A população registada nos censos foi:
| Ano  | 0-14 Anos | 15-24 Anos | 25-64 Anos | > 65 Anos |
| 2001 | 395       | 322        | 1043       | 270       |
| 2011 | 334       | 255        | 1108       | 295       |
| 2021 | 208       | 218        | 996        | 320       |

## Património
- Igreja Matriz de Gove;
- Capela da Senhora do Loureiro;
- Capela de São Sebastião de Gozende;
- Capela de São Clemente em Pouzada;
- Capela de Santa Ana.